# Abdullah Pahangský
Sultán Abdullah (* 30. července 1959 Pekan, Pahang, Malajsie) byl v letech 2019–2024 16. Yang di-Pertuan Agong (hlava státu) Malajsie a v současné době je sultánem Pahangu. Od roku 2015 do roku 2019 byl také členem rady FIFA.

## Životopis
Abdullah je nejstarším synem Ahmada Shaha z Pahangu, který se narodil 30. července 1959 v královském sídelním městě Pekanu v Pahangu.
Základní vzdělání získal v městě Kuantanu a ve věku 16 let se stal 1. července 1975 korunním princem (Tengku Mahkota) sultanátu Pahang. Poté odjel do Spojeného království, kde od roku 1975 do roku 1979 studoval na Advance School v Londýně a od roku 1979 navštěvoval Královskou vojenskou akademii v Sandhurstu a také College Worcester College Oxford a Queen Elizabeth College, kde v roce 1981 obdržel diplom z mezinárodních vztahů a diplomacie.
Od 26. dubna 1979 do 25. dubna 1984 byl jeho otec králem (Yang di-Pertuan Agong) celé Malajsie a Abdullah po tuto dobu sloužil jako regent v Pahangu. Abdullah se stal znovu regentem v Pahangu od prosince 2016 do ledna 2019, kdy se zdravotní stav jeho otce zhoršil.
Když sultán a Yang di-Pertuan Agong Muhammad V. Kelantanský 6. ledna 2019 s okamžitou platností abdikoval poté, co se tajně oženil s Oksanou Vojevodinou, bývalou Miss Moskva z roku 2015, rozhodla 24. ledna 2019 Rada vládců o Abdullahově nástupnictví. Oficiálně se stal sultánem Pahangu 15. ledna 2019, když jeho otec kvůli špatnému zdraví abdikoval. Funkci hlavy státu předal 31. ledna 2024 svému nástupci Ibrahimu Iskandarovi, do té doby sloužícímu jako sultán Johoru.